# Unión Club Cartes
Unión Club Cartes es un equipo de fútbol español localizado en Cartes, en la comunidad autónoma de Cantabria. Fundado en 1945, actualmente juega en la Regional Preferente de Cantabria. Disputa sus partidos como local en el Campo de Fútbol El Ansar, con una capacidad estimada de 1000 espectadores.

## Historia
El Unión Club Cartes fue fundado en 1921. Ha militado durante la mayor parte de su historia en máximas categorías regionales, hasta que debutó en la 3.ª División en la campaña 2019-20.
De 1956 a 1970, el club se denominó Soldevilla Unión Club Cartes, al ser patrocinado por la empresa fabricante de sacos de la localidad, Soldevilla.

## Estadio
Su terreno de juego es el campo de El Ansar, ubicado en la misma localidad de Cartes. Se calcula en unos mil espectadores de capacidad aproximada. Dispone de una pequeña grada de 4 escalones de asientos corridos y 10 metros de largo, se localiza en la zona central del campo. Cuenta con otra grada de andamios con 4 alturas de gran capacidad. La superficie del terreno de juego es de hierba natural. Se ubica en un complejo deportivo, que incluye otro campo de fútbol más, uno de ellos de fútbol-7. además de disponer de unas modernas instalaciones de entrenamiento en la localidad de Mijarojos, un campo de hierba artifical con gradas para disfrutar de los entrenamientos y encuentros que realiza el filial del equipo, el CARTES B, que juega en 1º regional de Cantabria.

## Uniforme
- Primer uniforme: camiseta roja con detalles en blanco; pantalón y medias rojas.
- Segundo uniforme: completamente negro y medias amarillas.

## Trayectoria en competiciones nacionales
- Temporadas en Primera División: 0
- Temporadas en Segunda División: 0
- Temporadas en Primera Federación: 0
- Temporadas en Segunda Federación: 0
- Temporadas en Tercera: 5
- Participaciones en Copa del Rey: 0

## Palmarés

### Torneos autonómicos
- Subcampeón de la Regional Preferente (1): 2018-19.
- Subcampeón de la Copa RFCF-Vicente Pérez Soberón (1): 2024-25.

## Temporadas
| Temporada | Nivel | División            | Posición      | Copa del Rey |
| --------- | ----- | ------------------- | ------------- | ------------ |
| 1990-91   | 5     | Regional Preferente | 19.º          |              |
| 1991-92   | 6     | 1.ª Regional        | 5.º           |              |
| 1992-93   | 6     | 1.ª Regional        | 4.º           |              |
| 1993-94   | 5     | Regional Preferente | 16.º          |              |
| 1994-95   | 6     | 1.ª Regional        | 4.º           |              |
| 1995-96   | 6     | 1.ª Regional        | 13.º          |              |
| 1996-97   | 6     | 1.ª Regional        | 14.º          |              |
| 1997-98   | 6     | 1.ª Regional        | 14.º          |              |
| 1998-99   | 6     | 1.ª Regional        | 3.º           |              |
| 1999-2000 | 5     | Regional Preferente | 17.º          |              |
| 2000-01   | 6     | 1.ª Regional        | 7.º (Grupo B) |              |
| 2001-02   | 6     | 1.ª Regional        | 7.º (Grupo B) |              |
| 2002-03   | 6     | 1.ª Regional        | 8.º (Grupo B) |              |
| 2003-04   | 6     | 1.ª Regional        | 5.º (Grupo B) |              |
| 2004-05   | 6     | 1.ª Regional        | 7.º (Grupo A) |              |
| 2005-06   | 6     | 1.ª Regional        | 13.º          |              |
| 2006-07   | 6     | 1.ª Regional        | 13.º          |              |
| 2007-08   | 6     | 1.ª Regional        | 13.º          |              |
| 2008-09   | 6     | 1.ª Regional        | 7.º           |              |
| 2009-10   | 6     | 1.ª Regional        | 3.º           |              |
| 2010-11   | 5     | Regional Preferente | 18.º          |              |
| 2013-14   | 5     | Regional Preferente | 17.º          |              |
| 2014-15   | 6     | 1.ª Regional        | 16.º          |              |
| 2015-16   | 6     | 1.ª Regional        | 6.º           |              |
| 2016-17   | 6     | 1.ª Regional        | 1.º           |              |
| 2017-18   | 5     | Regional Preferente | 9.º           |              |
| 2018-19   | 5     | Regional Preferente | 2.º           |              |
| 2019-20   | 4     | 3.ª División        | 20.°          |              |
| 2020-21   | 4     | 3.ª División        | 10.°          |              |
| 2021-22   | 5     | 3.ª División RFEF   | 10.°          |              |
| 2022-23   | 5     | 3.ª Federación      | 12.°          |              |
| 2023-24   | 5     | 3.ª Federación      | 17.º          |              |
| 2024-25   | 6     | Regional Preferente |               |              |